# Wendaye
Wendaye est une île et un village du Sénégal, situé en Basse-Casamance. Il fait partie de la communauté rurale de Diembéring, dans l'arrondissement de Cabrousse, le département d'Oussouye et la région de Ziguinchor.
Lors du dernier recensement (2002), le village comptait 291 habitants et 41 ménages.